# Goncalves Dimas Oliveira
Goncalves Dimas de Oliveira (São Paulo, 30 september 1984) is een Braziliaans voetballer.
Hij begon in zijn geboorteland bij Sport Club Corinthians Paulista, waarna hij gecontracteerd werd door C.F. Villafranca
Na een moeizaam seizoen, waarin hij tot 14 officiële wedstrijden kwam, vertrok hij naar U.S.D. Virtusvecomp Verona.
In 2 seizoenen en 32 wedstrijden kwam hij niet tot scoren, waarna hij in 2007 gecontracteerd werd door A.C. Sambonifacese.
Hier speelde hij tot de zomer van 2009, waarna hij aangetrokken werd door Serie A club Chievo Verona.

## Wedstrijden
| Seizoen   | Club                       | Land   | Competitie | Wedstrijden | Doelpunten |
| --------- | -------------------------- | ------ | ---------- | ----------- | ---------- |
| 2004-2005 | C.F. Villafranca           | Italië | Eccellenza | 14          | 9          |
| 2005-2007 | U.S.D. Virtusvecomp Verona | Italië | Serie D    | 32          | 0          |
| 2004-2005 | A.C. Sanbonifacese         | Italië | Serie D    | 64          | 11         |
| 2009-     | Chievo Verona              | Italië | Serie A    | 0           | 0          |
| Totaal    |                            |        |            | 100         | 20         |